# Santa Cecilia (Burgos)
Santa Cecilia ist ein Ort und eine nordspanische Landgemeinde (municipio) mit nur noch 105 Einwohnern (Stand: 2024) im Zentrum der Provinz Burgos in der Autonomen Gemeinschaft Kastilien-León.

## Lage und Klima
Der Ort Santa Cecilia liegt ca. 2 km nördlich des Río Arlanza in der kastilischen Hochebene (meseta) knapp 43 km (Fahrtstrecke) südwestlich der Provinzhauptstadt Burgos in einer Höhe von ca. 845 m; die historisch bedeutsame Kleinstadt Lerma ist nur etwa 5 km in südöstlicher Richtung entfernt. Das Klima ist gemäßigt bis warm; Regen (ca. 500 mm/Jahr) fällt übers Jahr verteilt.

## Bevölkerungsentwicklung
| Jahr      | 1857 | 1900 | 1950 | 2000 | 2018 |
| Einwohner | 263  | 287  | 273  | 135  | 101  |

Die Mechanisierung der Landwirtschaft, die Aufgabe bäuerlicher Kleinbetriebe und der damit einhergehende Verlust von Arbeitsplätzen haben seit der Mitte des 20. Jahrhunderts zu einem deutlichen Rückgang der Einwohnerzahlen geführt (Landflucht).

## Wirtschaft
Die Einwohner der Landgemeinde leben hauptsächlich von der Landwirtschaft (Ackerbau, Viehzucht und Weinbau); die Gemeinde gehört zum Weinbaugebiet Arlanza (D.O.). Seit den 1960er Jahren spielt auch die sommerliche Vermietung von Ferienhäusern (casas rurales) eine gewisse wirtschaftliche Rolle.

## Geschichte
Über die Ursprünge des Ortes ist so gut wie nichts bekannt; keltische, römische, westgotische und selbst maurische Spuren fehlen. Am 25. März 1608 verkaufte Philipp III. die Grundherrschaft (señorio) über Santa Cecilia und mehr als 300 weitere Orte an Francisco Gómez de Sandoval y Rojas, den Herzog von Lerma.

## Sehenswürdigkeiten
- Die einschiffige Iglesia de Santa Cecilia entstand aus Bruchsteinen im 17. Jahrhundert an der Stelle eines mittelalterlichen Vorgängerbaus; sie hat eine Südvorhalle (portico). Die Fenster der Kirche sind ungewöhnlicherweise rechteckig.
- Ein alter Wehrturm (torre) wurde im Jahr 1613 vom Herzog von Lerma abgerissen, der die Steine bei seinen Bauten in Lerma wiederverwendete.